# Studio Deen
Studio Deen Co., Ltd. (株式会社スタジオディーン, Kabushiki gaisha Sutajio Dīn, soms geschreven als "Studio DEEN" of "Studio DEAN") is een Japanse animestudio.

Logo van het bedrijf

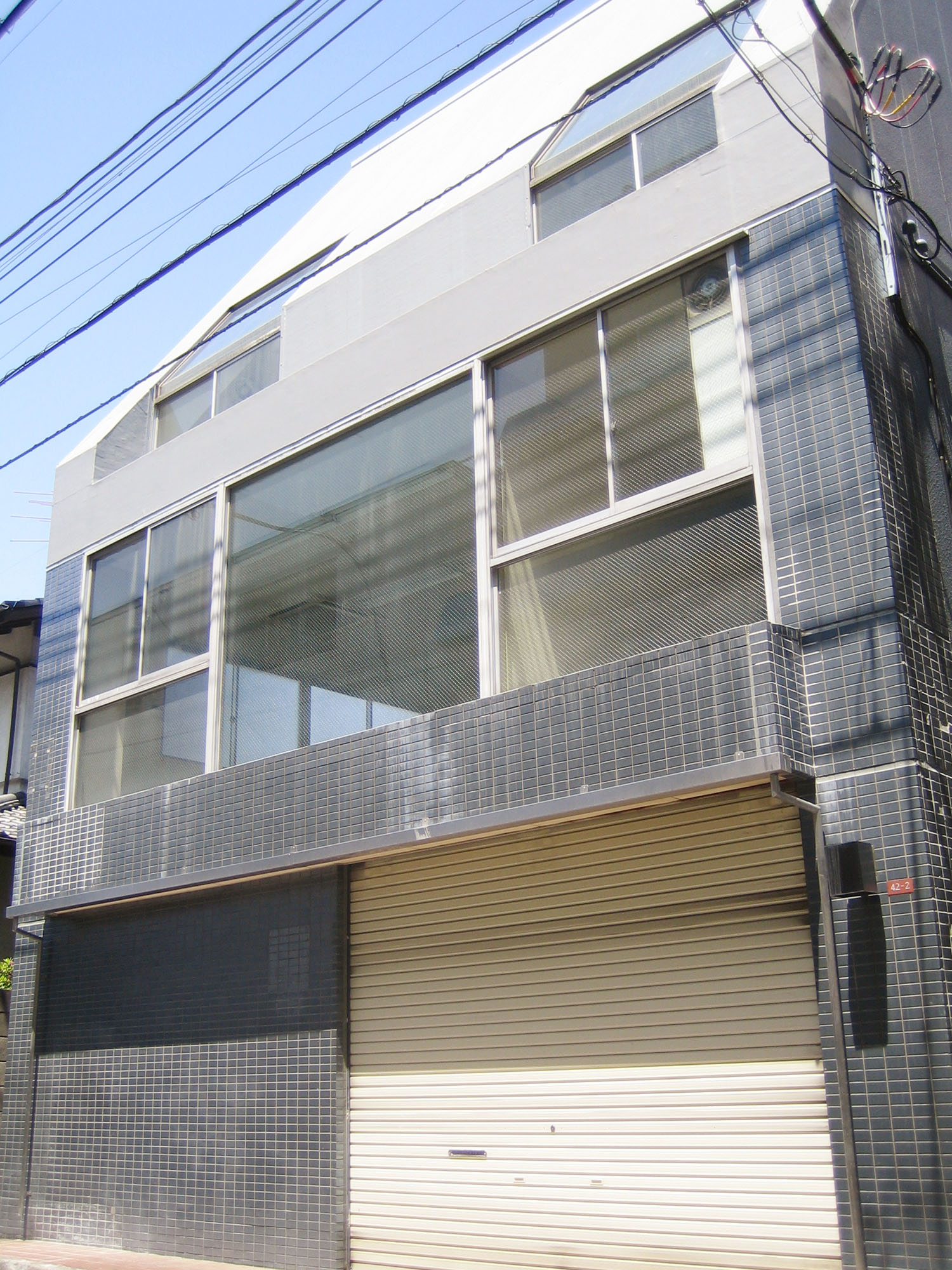
Gebouw van Studio Deen.

De studio werd opgericht in 1975 door medewerkers van het bedrijf Sunrise, drie jaar nadat Sunrise zelf was opgericht. Als gevolg hiervan zijn veel anime van studio Sunrise, waaronder Cowboy Bebop, deels getekend door Studio Deen.
De naam Deen is afkomstig van Yūsha Raideen, de eerste serie waar de nieuwe studio aan meewerkte.

## Anime
- 07 Ghost (TV)
- Amaenaideyo! (TV)
- Amatsuki (TV)
- Angel's Egg (film)
- AWOL - Absent WithOut Leave (TV)
- Beyblade (film)
- Binchō-tan (TV)
- Bomberman Jetters (TV)
- Code-E (TV)
- Detective Loki (TV)
- DNA² (TV) and (OVA)
- Domain of Murder (OVA)
- Eat-Man (TV)
- Eat-Man `98 (TV)
- Eden's Bowy (TV)
- Ehrgeiz (TV)
- Fate/stay night (TV)
- Fate/stay night: Unlimited Blade Works (film)
- Fruits Basket (TV) : (Co-Production)
- Full Moon wo Sagashite (TV) and Cute Cute Adventure (special)
- Get Ride! Amdriver (TV)
- Getbackers (TV)
- Ginga Densetsu Weed (TV)
- Golden Brave Goldran (TV)
- Gravitation (TV)
- Haunted Junction (TV)
- Hatenkou Yugi (TV)
- Hetalia Axis Powers (webcast)
- Higurashi no Naku Koro ni (TV)
- Higurashi no Naku Koro ni Kai (TV)
- Higurashi no Naku Koro ni Rei (OVA)
- Itsumo Kokoro ni Taiyō o! (TV)
- Jigoku Shōjo (TV)
- Jigoku Shōjo Futakomori (TV)
- Jigoku Shōjo Mitsuganae (TV)
- Junjō Romantica (TV)
- King of Bandit Jing (TV) and King of Bandit Jing in Seventh Heaven (OVA)
- Kita e: Diamond Dust Drops (TV)
- Knight Hunters (TV)
- Kokoro Library (TV) and Kokoro Library - Communication Clips (special)
- Kyo Kara Maoh! (TV)
- Let's Dance With Papa (TV)
- Maison Ikkoku (TV) (for Kitty Films)
- Maria-sama ga Miteru (TV)
- Maria-sama ga Miteru ~Haru~ (TV)
- Maria-sama ni wa naisho (special)
- Mobile Suit Victory Gundam (TV) (Co-production)
- Momoiro Sisters (TV)
- Mon Colle Knights (TV)
- Mouse (TV)
- Patlabor (OVA and Movie)
- Princess Princess (TV)
- Ranma ½ (animatie voor Kitty Films)
- Rave Master (TV)
- Read or Die (OVA)
- Rurouni Kenshin (TV en OVA)
- Samurai Deeper Kyo (TV)
- Shadow Skill - Eigi (TV)
- Shining Tears X Wind (TV)
- Shion no Ō (TV)
- Simoun (TV)
- Soul Hunter (TV)
- Star Ocean EX (TV)
- Tactics (TV)
- Twilight Q (OVA)
- Law of Ueki (TV)
- Urayasu Tekkin Kazoku (TV)
- Urusei Yatsura (TV) (second half of series, for Kitty Films)
- Umineko no Naku Koro ni (TV)
- Vampire Knight (TV)
- Violinist of Hameln (TV)
- Weiß Kreuz (OVA)
- Yami to Boushi to Hon no Tabibito (TV)
- You're Under Arrest (all)
- Yumeria (TV)
- Zenki (TV)
- Zipang (TV)

## Ander werk
Studio Deen was eveneens betrokken bij:
- Batman: Gotham Knight : tussenanimaties
- Blood+ (TV) : tussenanimaties
- City Hunter: Bay City Wars (OVA) : afwerking
- Cowboy Bebop The Movie : tussenanimaties
- Dirty Pair Flash 1 (OVA) : Assistentie
- Eureka 7 (TV) : tussenanimaties
- Immortal Grand Prix (TV 2) : tussenanimaties
- Jin-Roh: The Wolf Brigade (film) : tussenanimaties
- Magic User's Club (OVA) : afhandeling
- Mashin Eiyuden Wataru (TV) : afhandeling
- Mobile Suit Gundam: Char's Counterattack (film) : Tussenanimaties
- Mojako (TV) : Assistentie
- Neon Genesis Evangelion(TV) : assistentie
- Noein - Mou Hitori no Kimi e (TV) : Tussenanimaties
- Onegai Teacher! Official Fanbook (Resource Book manga) : samenwerking
- Ranma ½: Big Trouble in Nekonron, China (film) : assistentie
- Ranma ½: Nihao My Concubine (film) : assistentie
- R.O.D -The TV- , Tussenanimaties
- Sousei no Aquarion (TV) : Tussenanimaties
- Spirited Away (film) : assistentie
- Street Fighter II V (TV) : Tussenanimaties
- Tekken: The Motion Picture : productie
- Tenchi Muyo Movie 1: Tenchi in Love : Tussenanimaties
- Urusei Yatsura: Lum The Forever (film) : assistentie